# Елизаветино (станция)
Елизаве́тино — станция Октябрьской железной дороги в Гатчинском районе Ленинградской области на линии Мга — Ивангород. Расположена в центре посёлка Елизаветино.
На станции останавливаются все проходящие через неё пригородные поезда:
- 6661 Санкт-Петербург, Балтийский вокзал — Ивангород
- 6662 Ивангород — Санкт-Петербург, Балтийский вокзал
- 6673 Санкт-Петербург, Балтийский вокзал — Сланцы
- 6674 Сланцы — Санкт-Петербург, Балтийский вокзал

У станции расположена остановка пригородных автобусов №№ 523, К-523, 523А, 530, 542.